# Манокварі
Манокварі — місто в Індонезії на острові Нова Гвінея, столиця індонезійської провінції Західне Папуа.

## Географія
Лежить на півострові Пташиної Голови на березі Тихого океану, на захід від протоки Чендравасіх.

### Клімат
Місто знаходиться у зоні, котра характеризується вологим тропічним кліматом. Найтепліший місяць — листопад із середньою температурою 27.2 °C (81 °F). Найхолодніший місяць — січень, із середньою температурою 26.1 °С (79 °F).
| Клімат Манокварі        | Клімат Манокварі | Клімат Манокварі | Клімат Манокварі | Клімат Манокварі | Клімат Манокварі | Клімат Манокварі | Клімат Манокварі | Клімат Манокварі | Клімат Манокварі | Клімат Манокварі | Клімат Манокварі | Клімат Манокварі | Клімат Манокварі |
| Показник                | Січ.             | Лют.             | Бер.             | Квіт.            | Трав.            | Черв.            | Лип.             | Серп.            | Вер.             | Жовт.            | Лист.            | Груд.            | Рік              |
| Абсолютний максимум, °C | 32               | 32               | 32               | 32               | 33               | 32               | 32               | 32               | 33               | 33               | 33               | 32               | 33               |
| Середній максимум, °C   | 30               | 30               | 30               | 30               | 30               | 29               | 30               | 29               | 30               | 30               | 31               | 30               | 30               |
| Середня температура, °C | 26               | 26               | 26               | 26               | 26               | 26               | 26               | 26               | 26               | 26               | 27               | 26               | 26               |
| Середній мінімум, °C    | 22               | 22               | 23               | 23               | 23               | 23               | 23               | 23               | 23               | 23               | 23               | 23               | 23               |
| Абсолютний мінімум, °C  | 20               | 20               | 20               | 21               | 21               | 21               | 20               | 21               | 21               | 21               | 21               | 21               | 20               |
| Норма опадів, мм        | 300              | 230              | 330              | 280              | 190              | 180              | 130              | 140              | 120              | 110              | 160              | 260              | 2490             |
| Вологість повітря, %    | 86               | 85               | 86               | 86               | 86               | 85               | 87               | 87               | 86               | 84               | 85               | 86               | 86               |
| ----------------------- | ---------------- | ---------------- | ---------------- | ---------------- | ---------------- | ---------------- | ---------------- | ---------------- | ---------------- | ---------------- | ---------------- | ---------------- | ---------------- |
| Джерело: Weatherbase    |                  |                  |                  |                  |                  |                  |                  |                  |                  |                  |                  |                  |                  |

## Історія
Місто відоме тим, що з нього почалася християнізація острова. Саме до Манокварі 5 лютого 1855 року на шхуні «Тернаті» прибули проповідники Карл Отто та Йохан Гейсслер. В пам'ять цієї події щорічно 5 лютого проводиться велике свято, на яке з'їжджаються делегації з усієї Папуа та прилеглих островів.
У колоніальну епоху Манокварі було столицею Нової Гвінеї. Під час II світової війни місто зайняли японські війська (1942), голландські солдати зникли в лісах і вели партизанську війну ще два з половиною роки.
На початку 2009 року на околиці міста стався землетрус магнітудою 7,6, проте небезпеки цунамі не було.